# Run Come Save Me
Run Come Save Me ist das zweite Album des britischen Rappers Roots Manuva. Es erschien am 13. August 2001 über das Plattenlabel Big Dada Recordings.

## Titelliste
1. No Strings… – 1:25
2. Bashment Boogie (feat. Ricky Rankin) – 3:19
3. Witness (1 Hope) – 4:15
4. Join the Dots (feat. Chali 2na) – 3:59
5. Black Box Interlude – 0:22
6. Ital Visions – 4:42
7. Kicking the Cack – 3:36
8. Dub Styles (feat. The Lingalong Tecknishun) – 2:40
9. Trim Body – 3:35
10. Artical – 3:21
11. Hol’ It Up (feat. Riddla) – 2:48
12. Stone the Crows – 3:21
13. Sinny Sin Sins – 3:36
14. Evil Rabbit – 3:24
15. Swords in the Dirt (feat. Niara, Danny Vicious, Rodney P, Blackitude, Big P und Skeme) – 4:40
16. Highest Grade (feat. Seanie T) – 4:05
17. Dreamy Days – 4:45

## Rezeption

### Chartplatzierungen
Run Come Save Me stieg auf Platz 33 der britischen Album-Charts ein. Insgesamt konnte sich die Veröffentlichung vier Wochen in den Charts des Vereinigten Königreichs halten. Des Weiteren erreichte Run Come Save Me Rang 140 der französischen Hitparade.

### Kritik
Die E-Zine Laut.de bewertete Run Come Save Me mit vier von möglichen fünf Punkten. Aus Sicht des Redakteurs Eberhard Dobler schwebe der Sound des Albums „immer ein Stück über den Dingen.“ So programmiere Roots Manuva neben „seinem unverwechselbar kickenden Flow mit Ragga-Einschlag […] Tunes und Sounds“, denen anzumerken sei, „dass der Brite neben seinen jamaikanischen Wurzeln im elektronischen Umfeld von Trip Hop, Dub, D'n'B oder Big Beat groß geworden ist.“ Daraus resultieren „fett pluckernde Cyber-Beats für das nächste Ragga-Zeitalter“ wie etwa das Stück Kicking The Cack. Die Single Dreamy Days klinge eher konventionell. Dagegen seien Evil Rabbit und Swords In The Dirt „elektrisierende Songs“, deren enthaltene Samples eine „wahrlich übersinnliche Atmosphäre“ verbreiten.